# 喜怒愛楽
『喜怒愛楽』 (きどあいらく）は、恵比寿★マスカッツの1枚目のアルバムCD。

## 概要
第2世代・恵比寿★マスカッツ初のアルバムである。2017年4月26日発売。
タイトルの『喜怒愛楽』の各文字が表す感情に対応した楽曲（喜＝「いまどきチャンス」、怒＝「バッキャロー」 、愛＝「コイノウタ」、楽＝「Jumping Bee」）4曲、既発売のシングルより3曲、各形態ごとの別楽曲合計8曲が収録されている。
2017年5月13日から6月20日までの間には、当アルバムの名前を冠した『喜怒愛楽ツアー「全国イク行く〜」』が全国12都市で開催された。
先行公開・配信
収録曲のうち「バッキャロー」は、恵比寿★マスカッツの冠番組「マスカットナイト」第62回（2016年12月15日放送）において公開され、翌16日に開催されたライブ「恵比寿★マスカッツ喧嘩上等ライブ 〜VS仮面女子 8100円を払うのはどっちだ!? このバカタレが! in Zeppダイバーシティ東京〜」にて初披露された。
2017年1月20日より「バッキャロー」先行配信が開始され、これに引き続き同年2月17日には「コイノウタ」が、3月17日には「いまどきチャンス」が、4月14日には「Jumping Bee」が先行配信されている。

## 収録曲
3形態いずれもCDには8曲収録されており、うち7曲は3形態共通で収録、残り1曲は各形態によって収録曲が異なる。
以下特に記述がある楽曲を除き、作詞:Maccoi、作曲・編曲:Face 2 fAKE。
3形態共通で収録
- いまどきチャンス*
- Pressure Bomber
  - 1stシングルCD「TOKYOセクシーナイト」のカップリング曲。
- バッキャロー*
- ビビる-Bodyで-Boo - 作詞:ケリー、作曲:楊慶豪、編曲:松井寛
  - 2ndシングルCD「Sexy Beach Honeymoon」のカップリング曲。通常盤のみに収録。
- コイノウタ*
- バイバイダーリン - 作詞:ケリー、作曲・編曲:楊慶豪
  - 2ndシングルCD「Sexy Beach Honeymoon」のカップリング曲。
- Jumping Bee*

曲名の後の*は先行配信された楽曲を示す（詳細は上述参照）。
各形態いずれかに収録
いずれもユニット曲である。
- クレイジーZOO（A盤のみ）
  - スーブー・ティア・夏目花実・三田羽衣・湊莉久・吉澤友貴
- ピン×ポン デューサー（B盤のみ） - 作詞:オークラ、作曲・編曲:Face 2 fAKE
  - 「ピンポン三姉妹」小島みなみ・藤原亜紀乃・桃乃木かな
- なにかとMonster（C盤のみ）
  - 神咲詩織・川上奈々美・藤原亜紀乃・桃乃木かな・由愛可奈

## 盤形態
A盤
- PCCA-04524　￥2,778（本体）+税
- CD

1. DJ ASAGAYAシスターズ＋湊 [2:25]
2. いまどきチャンス [4:35]
3. Pressure Bomber [4:03]
4. バッキャロー [4:17]
5. ビビる-Bodyで-Boo [4:13]
6. DJ ASAGAYAシスターズ＋チーフADレム古川＆ADユーキ [2:21]
7. クレイジーZOO [3:41]
8. コイノウタ [6:28]
9. バイバイダーリン [4:18]
10. DJ ASAGAYAシスターズ＋ティア [2:24]
11. Jumping Bee [4:28]

B盤
- PCCA-04525　￥2,778（本体）+税
- CD

1. DJ ASAGAYAシスターズ＋どんぐり番長 [2:24]
2. いまどきチャンス
3. Pressure Bomber
4. バッキャロー
5. ビビる-Bodyで-Boo
6. DJ ASAGAYAシスターズ＋ピンポン三姉妹 [2:15]
7. ピン×ポン デューサー [4:30]
8. コイノウタ
9. バイバイダーリン
10. DJ ASAGAYAシスターズ＋三上 [3:30]
11. Jumping Bee

C盤
- PCCA-04526　￥2,778（本体）+税
- CD

1. DJ ASAGAYAシスターズ＋明日花 [1:59]
2. いまどきチャンス
3. Pressure Bomber
4. バッキャロー
5. ビビる-Bodyで-Boo
6. DJ ASAGAYAシスターズ＋モグラ [2:23]
7. なにかとMonster [4:17]
8. コイノウタ
9. バイバイダーリン
10. DJ ASAGAYAシスターズ＋スーブー [1:16]
11. Jumping Bee